# Chlorocypha cyanifrons
Chlorocypha cyanifrons är en trollsländeart som först beskrevs av Selys 1873.  Chlorocypha cyanifrons ingår i släktet Chlorocypha och familjen Chlorocyphidae. IUCN kategoriserar arten globalt som livskraftig. Inga underarter finns listade i Catalogue of Life.